# James Robert Mann (político de Illinois)

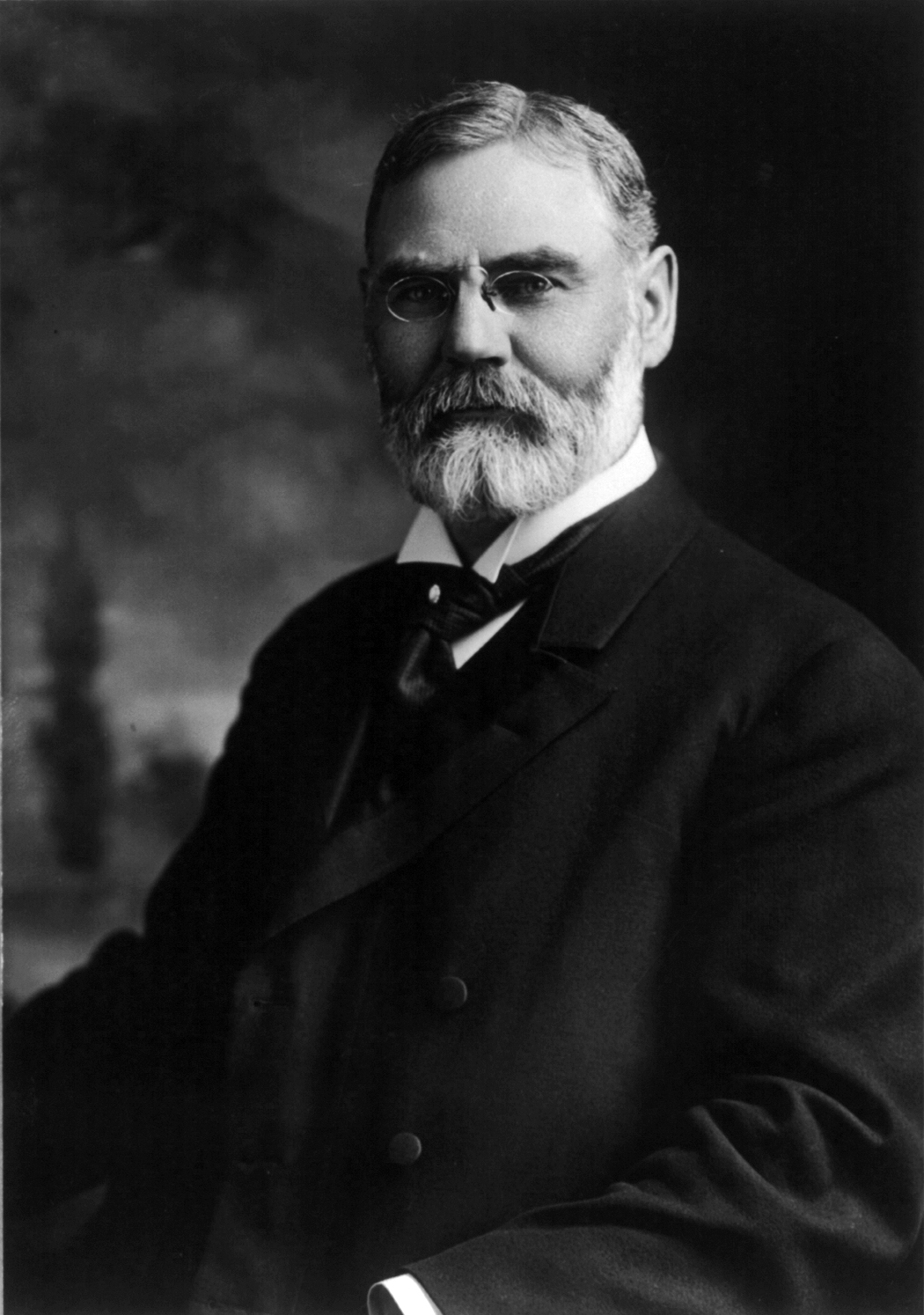
James Robert Mann, representante de Illinois

James Robert Mann (20 de outubro de 1856 - 30 de novembro de 1922) foi um legislador e político norte-americano. Ele foi membro Câmara dos Representantes dos Estados Unidos por Illinois entre 1897 e 1922.
O deputado Mann morreu em Washington, DC, aos 66 anos de idade e foi sepultado no Cemitério Oakwood, em Chicago.